# De Veranda
De Veranda is een relatief nieuwe buurt in de Rotterdamse wijk Oud-IJsselmonde in het stadsdeel IJsselmonde. De buurt is gelegen tussen de Nieuwe Maas en de Kuip / de Stadionweg op het voormalige terrein van de NV Machinefabriek en Scheepswerf van P. Smit Jr.; in 1997 werd de eerste paal geslagen.
Langs het water bevinden zich zeven wooncomplexen met ongeveer 1200 woningen met een maximale hoogte van 15 verdiepingen. Langs de Stadionweg staat een Pathé bioscoop, die met 14 zalen en 2746 stoelen de grootste bioscoop is van Rotterdam en omstreken. Naast de bioscoop bevindt zich het districtskantoor van het politiedistrict Feijenoord-Ridderster.
De Veranda is zowel per auto als per openbaar vervoer bereikbaar. Op ongeveer een kilometer afstand bevindt zich het station Rotterdam Zuid terwijl over de Stadionweg tramlijn 3 loopt naar Rotterdam Centraal (ongeveer 15 minuten). Via de Stadionweg is snel de oprit Feijenoord van de A16 nabij de Van Brienenoordbrug te bereiken. Via het Varkenoordviaduct, de Laan op Zuid en Erasmusbrug is snel Rotterdam Centrum te bereiken.

## Derde Maasbrug en nieuwe woonwijk
Er komt een nieuwe stadsbrug tussen de stadswijken De Esch en De Veranda.
De brug gaat de noordelijke oever (bij de Eschpolder) en Zuid (bij woonwijk De Veranda) verbinden.
Het plan voor een derde stadsbrug in Rotterdam is eind december 2023 goedgekeurd door de gemeenteraad. De brug, die ruim 1,3 miljard euro gaat kosten, is onderdeel van een stedelijk project dat ook de bouw van dertigduizend huizen en een nieuw treinstation bij de Kuip omvat.